# USS LST-662
O USS LST-662 foi um navio de guerra norte-americano da classe LST que operou durante a Segunda Guerra Mundial.